# Aéroport de Khabarovsk
Pour les articles homonymes, voir KHV.
L'aéroport de Khabarovsk (en russe : Аэропорт Хабаровск) est un aéroport international russe situé à environ 10 kilomètres de Khabarovsk. La trafic annuel est de plus d'un million de passagers pour un fret de 17,8 millions de tonnes (2009).

## Statistiques
L'aéroport a vu pour l'année 2009 un trafic de 1 182 000 passagers, ce qui lui confère le titre de 13e aéroport le plus fréquenté de Russie.
Pour des raisons techniques, il est temporairement impossible d'afficher le graphique qui aurait dû être présenté ici.

Voir la requête brute et les sources sur Wikidata.

## Situation

### Carte des aéroports russes
| \| 50 km1:1 791 000 \| Koursk Abakan Anapa Pskov Arkhangelsk Astrakhan Barnaoul Belgorod Blagoveshchensk Bratsk Grozny Guelendjik Iakoutsk Iékaterinbourg Ijevsk Ioujno-Sakhalinsk Irkoutsk Kaliningrad Kazan Kemerovo Khabarovsk Khanty-Mansiïsk Krasnodar Krasnoïarsk Magadan Magnitogorsk Makhachkala Mineralnye Vody Mirny Moscou · SVO Moscou · DME Moscou-VKO Mourmansk Narian-Mar Nijnekamsk Nijnevartovsk Nijni Novgorod Noïabrsk Alykel Novokouznetsk Novossibirsk Novy Ourengoï Omsk Orenbourg Oufa Oulan-Oude Oulianovsk Perm Petropavlovsk-Kamtchatski Rostov · sur-le-Don Sabetta Saint-Pétersbourg Salekhard Samara Saratov Simferopol Sotchi Sourgout Stavropol Kyzyl Syktyvkar Tcheliabinsk Tchita Tioumen Tomsk Vladivostok Volgograd Voronej |
| 50 km1:1 791 000 |

## Compagnies et destinations
| Compagnies              | Destinations |
| ----------------------- | --- |
| Aeroflot                | Moscou Chérémétiévo |
| Angara Airlines         | Tchita (Kadala) (en), Irkoutsk |
| Aurora                  | Blagovechtchensk-Ignatiévo, Harbin Taiping, Irkoutsk, Krasnoïarsk-Iémélianovo, Magadan-Sokol (en), Nerioungri-Tchoulman, Novossibirsk-Tolmatchevo, Okha (en), Petropavlovsk-Kamtchatski-Iélizovo, Séoul-Incheon, Chacktïorsk (en), Tynda (en), Vladivostok, Ioujno-Sakhalinsk En saison : Pékin-Daxing |
| IrAero                  | Tchita (Kadala) (en), Irkoutsk, Jiamusi (en), Magadan-Sokol (en), Novossibirsk-Tolmatchevo, Baïkal-Oulan Oude |
| Khabarovsk Airlines     | Nikolaïevsk-sur-l'Amour (en), En saison : Bogorodskoïé (ru) |
| Pegas Fly               | Irkoutsk, Magadan-Sokol (en), Moscou Chérémétiévo, Petropavlovsk-Kamtchatski-Iélizovo, Tokyo-Narita , Vladivostok, Ioujno-Sakhalinsk |
| Philippine Airlines     | Charter : Manille-N. Aquino En saison Charter : Kalibo |
| S7 Airlines             | Bangkok-Suvarnabhumi, Novossibirsk-Tolmatchevo, Tokyo-Narita, Vladivostok |
| T'way Airlines          | Daegu |
| Ural Airlines           | Bangkok-Suvarnabhumi, Changchun, Irkoutsk, Novossibirsk-Tolmatchevo, Saint-Pétersbourg-Poulkovo, Iékaterinbourg-Koltsovo |
| Vostok Aviation Company | Ayan (en), Choumikan (en), , En saison : Bogorodskoïé (ru), Novokurovka, Pobeda" |
| Uzbekistan Airways      | Tachkent |
| Yakutia Airlines        | Anadyr-Ougolny, Blagovechtchensk-Ignatiévo, Mirny, Iakoutsk En saison : Cheongju, Magadan-Sokol (en), Petropavlovsk-Kamtchatski-Iélizovo, Tokyo-Narita, Baïkal-Oulan Oude, Ioujno-Sakhalinsk |

Édité le 10/02/2020

## Accès à l'aéroport
L'aéroport est relié à Khabarovsk grâce aux lignes de bus 18, 35 et 39, ainsi que grâce aux taxis.
Il est aussi relié à Khabarovsk grâce aux lignes de trolleybus des lignes 1, 2 et 4.

## Accidents et incidents
- Le 2 juin 2015, le vol AF275 d'Air France effectuant la liaison entre Tokyo et Paris atterrit sur cet aéroport en raison d'un incident moteur. Tous les passagers et les membres d'équipage sont sains et saufs[20].